# Roberto Mancini (Sänger)
Roberto Mancini (Roberto Mario Brandy Mancini; * 15. September 1938 in Buenos Aires; † 20. Januar 2018) war ein argentinischer Tangosänger, Tangokomponist und Bandleader.

## Leben
Mancini begann in seiner Kindheit eine Ausbildung am Teatro Infantil Labarden und an Salvador del Priores Teatro Infantil Juancho. Dort hatte er Gesangsunterricht bei Eduardo Bonessi, der auch Carlos Gardels Lehrer gewesen war. Vierzehnjährig gewann er einen Gesangswettbewerb, dessen Preis ein Vertrag über Auftritte im Vorprogramm von Aldo Campoamors Show bei Radio Argentina war.
Mit Miguel Calós Orchester debütierte Mancini siebzehnjährig bei Radio El Mundo. Er tourte mit Caló durch Brasilien, hatte seinen ersten Fernsehauftritt bei TV Rio und nahm seine erste Platte auf. Nach der Zeit mit Caló trat er mit der Gruppe Juan Sánchez Gorios wieder bei Radio El Mundo auf, mit Ricardo Pedevillas Formation im Cabaret El Avión de la Boca, mit dem Orchester von Ángel Domínguez bei Radio Splendid und mit dem Orquesta Romero-Spinelli bei Radio Argentina.
Später gründete Mancini eine Folkgruppe namens Los Bonaerenses, der u. a. Tito Landó, Osvaldo Ramos, Luis Rivera, Norberto Pereira, Horacio Casares, Oscar Ferrari und Héctor Darío angehörte. Mit einigen der Musiker hatte er 1962 einen Auftritt in Enrique Carreras’ Film Los viciosos. Im Folgejahr schloss er sich dem Orchester von Alfredo De Angelis als zweiter Sänger neben Juan Carlos Godoy an. Als Debüt im Glostora Tango Club sang er den Tango Dicen que dicen von Enrique Delfino und Alberto Ballestero. Mit De Angelis tourte er 1964 durch Kolumbien und Ecuador. Dort trennte er sich von ihm, um – mit Raúl Iriarte als Impresario – seine Laufbahn als Solist zu beginnen.
Er moderierte später ein Tangoprogramm bei Radio Argentina, nahm LPs und CDs auf und betätigte sich als Komponist.

## Kompositionen
- La oficina (mit Carlos Marchese)
- Sociedad de Responsabilidad Limitada (mit Ubaldo Martínez)
- La milonga celestial (mit Ángel Greco)
- De la primaria (mit Ángel Vilar und Jorge Moreira)
- Pasión imposible (mit Néstor Remón)